# Censura a internet al Marroc

La censura a internet al Marroc va ser catalogada com a selectiva a les àrees social, conflicte/seguretat, i eines d'internet i no hi ha proves en l'àrea política per part de l'OpenNet Initiative (ONI) a l'agost de 2009. En el seu informe Freedom on the Net de 2013 sobre l'estatus de llibertat a internet, Freedom House considera Marroc com a "parcialment lliure".

## Situació actual
El seu Freedom on the Net 2013, Freedom House informa que entre el maig de 2012 i abril de 2013:
- Filtrat de nombrosos llocs web i eines en línia pel govern alhora que introduïa mesures de liberalització per contrarestar el creixent descontentament accentuat pels esdeveniments de la primavera àrab;
- La premsa restrictiva i les lleis de seguretat nacional aplicades als llocs de mitjans en línia provoquen autocensura.
- Diversos usuaris van ser detinguts pels comentaris i vídeos publicats a Facebook, YouTube i blogs.

El 2009 l'accés a Internet al Marroc era, en la seva major part, obert i sense restriccions. La filtració del règim marroquí a internet era relativament lleugera i concentrada en uns pocs llocs de blogs, uns anonimitzats molt visibles, i per un breu període de maig de 2007, el web de vídeos compartits YouTube. Les proves realitzades per OpenNet Initiative va revelar que el Marroc ja no filtra la majoria dels llocs a favor de la independència del Sàhara occidental, que van ser bloquejats prèviament. El règim de filtració no és integral, és a dir, un contingut similar es pot trobar en altres llocs web que no estan bloquejats. D'altra banda, el Marroc ha començat a processar els usuaris d'Internet i blocaires per les seves activitats i escrits en línia.

## Causes de la censura
Com que no hi ha hagut decisions judicials només es pot especular sobre les raons perquè alguns llocs estan bloquejats. No obstant això, alguns patrons emergeixen i sembla que els llocs bloquejats solen estar relacionats amb el moviment Polisario que reclama la independència del Sàhara Occidental, islamistes extremistes i fonamentalistes, informació no oficial o subversiva sobre el rei Mohammed VI i vídeos paròdics a YouTube. Marroc també bloqueja alguns llocs que faciliten l'elusió de la censura a internet.

## Google Earth, Skype, i YouTube
Hi ha hagut informes que Google Earth, Skype, i YouTube han estat bloquejats de manera intermitent al Marroc des d'almenys 2006, però tots van ser considerats accessible en les proves realitzades a mitjans de 2013. Des de llavors, el bloqueig no és sistemàtic i constant en el temps i en regió, és difícil estar segur de la situació d'un lloc en particular i el principal proveïdor del Marroc nega que, sabent-ho, bloquegen aquests serveis, citant problemes tècnics.
Quan els vídeos que es considerin ofensius pel rei van ser publicats a YouTube, Maroc Telecom decideix prohibir el lloc, sense basar el seu acte en una decisió judicial. Això va donar lloc a un immens enrenou entre la blogosfera marroquina (també anomenada blogoma o Blogma) i els internautes marroquins, així com la premsa escrita, ja que el lloc era molt popular. Alguns dies després, Maroc Telecom va aixecar la prohibició. La reacció del públic va ser un dels esdeveniments fundadors de la consciència i la lluita contra la censura d'Internet al Marroc

## Cas del franctirador de Targuist
Una persona anònima autodenominada "franctirador de Targuist" per Targuist, una petita comuna amaziga al nord del Marroc, va publicar diversos vídeos de bona qualitat a YouTube mostrant els oficials de la policia marroquina, un darrere l'altre, acceptant com a suborns diners en efectiu dels conductors de camions i contrabandistes potencials. Els vídeos van generar un ampli debat sobre la premsa i debats a Internet, però mai van ser esmentats en els mitjans de comunicació estatals. Molts els van veure com una nova forma de ciberactivisme lluitant contra l'estesa corrupció en les institucions governamentals.
Els vídeos van conduir a la detenció de nou policies corruptes i el trasllat d'altres.

## Afer Fouad Mourtada
Fouad Mourtada és un jove enginyer marroquí de 26 anys que va ser condemnat per un tribunal de Casablanca a tres anys de presó per a crear un perfil fals del germà del rei a Facebook. Va ser condemnat el 23 de febrer de 2008 per "pràctiques vils vinculades al presumpte robatori" de la identitat del Príncep Moulay Rachid. Fouad va ser sentenciat a tres anys de presó i a una multa de 10.000 dirhams marroquins. però en la tarda del 18 de març de 2008 Fouad va ser posat en llibertat per un indult reial després de passar 43 dies a la presó.

## Lakome
La plataforma de mitjans de comunicació independents Lakome.com va ser bloquejada al Marroc a partir del 17 d'octubre de 2013. L'editor de la seva versió en àrab Ali Anouzla ha estat mantingut en detenció preventiva des del 17 de setembre de 2013. Els administradors del lloc van migrar la versió francesa a un altre domini (Lakome.info i lako.me) que van ser breument accessible el 18 d'octubre, però més tard van ser bloquejats. A causa d'un excés de bloqueig, alguns llocs web populars que utilitzen el núvol d'allotjament, com ara Heroku, Pinterest i Instagram, també foren breument bloquejats. Es va informar que el bloqueig només va afectar Rabat.
El 19 d'octubre el web francès Reflets.info també va ser bloquejat després que va informar sobre la censura. Més tard les autoritats marroquines també van bloquejar el web proxy "lliure" hidemyass.com.
El 22 d'octubre Reporters sense Fronteres reflectí el lloc web censurat en el seu nom de domini (Lakome.RSF.org Arxivat 2013-10-23 a Wayback Machine.). A més s'ha dirigit un missatge al Ministre d'Afers Exteriors francès Laurent Fabius, demanant-li esmentar el cas d'Anouzla en la reunió amb el seu homòleg marroquí.